# 킬로급 잠수함
킬로급 잠수함은 러시아의 재래식 디젤전기추진식 잠수함으로, 원래의 킬로급은 프로젝트877 팰터스(Turbot)라고 부르며, 개량형 킬로급은 프로젝트636으로 분류한다. 킬로급이라는 명칭은 북대서양조약기구(NATO)에서 붙인 이름이다. 이 급은 비교적 수심이 깊지 않은 천해(淺海)에서 주로 대수상함 또는 대잠수함전을 위해 개발되었다.
킬로급은 신형 라다급 잠수함(Lada class)으로 대체될 것이다. 2005년에 해상 시험운행을 하였다.
킬로급은 매우 조용하여, 636형은 미국 해군은 "블랙홀"로 부르고 있다. 세계에서 가장 조용한 디젤전기식 잠수함의 하나이다.

## 중국
중국은 킬로급의 개량형이라고도 불리는 유안급 잠수함을 건조하였다. 한국 해군의 최신형 손원일급 잠수함, 독일 해군의 최신형 212형 잠수함이 사용하는 동일한 독일제 MTU 16V 396 디젤엔진을 사용한다.
러시아의 킬로급은 AIP가 없는데, 유안급은 AIP도 탑재한 것으로 알려져 있다. 이전의 쑹급 잠수함도 AIP를 탑재했는데, 쑹급 보다 스텔스 성능을 대폭 강화한 것으로 알려져 있다.
러시아는 킬로급 잠수함 다음 함급인 2010년 현재 최신형인 라다급 잠수함에서 AIP를 최초로 채택하고 있다. 중국의 유안급 잠수함은 이러한 러시아 최신형 라다급 잠수함을 참고하였다고도 알려져 있다.

## 대한민국및조선민주주의인민공화국의 킬로급 구매검토
조선민주주의인민공화국은 1998년 러시아와 킬로급의 도입을 위해 비공식 논의를 하고 있다는 보도가 있었다. 중국에 2척을 판매한 636형이며, 어뢰의 자동장전장치를 갖추고 있고, 가격은 3억달러로 알려졌다. 대한민국에서 어뢰 자동장전장치를 갖춘 잠수함은 손원일급 잠수함이다. 돌핀급 잠수함 참고.
대한민국은 1999년 9월 2일 국방부에서 조성태 국방장관과 이고리 세르게예프 러시아 국방장관의 한러 국방장관 회담에서 러시아는 킬로급 또는 아무르급의 판매를 희망하였다. 그 후로는 러시아 킬로급 636형의 구매협상의 진전이 있었다. 그러나, 대한민국 해군의 강력한 반발이 있었으며, 러시아 현지 방문 조사 등을 자세한 조사 및 평가를 거친 이후, 도입계획은 취소되었다. 돌핀급 잠수함 참고.
대한민국 해군측의 반발은 다음과 같다:
- 장보고급은 배터리 수명이 7년인데, 킬로급은 18∼24개월이다.
- 종합 군수 지원 체계에서도 러시아의 정정 불안 등으로 안심할 수 없다.
- 기존 한국 잠수함과의 상호 교신에 어려움이 클 것이다.
- 북한은 러시아 잠수함 정보를 쉽게 얻을 수 있어서, 탐지 공격을 쉽게 할 수 있을 것이다.
- 가장 큰 반발로, 손원일급 잠수함 2차 사업의 3척 도입을 킬로급으로 대체하는 것이 불만이다. 손원일급은 국내 조선소 생산이나, 킬로급은 전량 러시아 조선소 생산분이다.
- 손원일급 잠수함 사업은 손대지 말고, 킬로급을 도입하려면 따로 사업을 추진하라.

## 베트남
636형 킬로급 6척을 구매했던 베트남 해군은 최근 636.3형 6척을 32억 달러에 구매했다. 잠수함 가격만 21억 달러이며, 11억 달러는 무장, 부속품 등의 가격이다.

## 사용국가
- 소련 및  러시아
- 중국: 877형 킬로급 2척과 개량형 킬로급(636형) 2척 운용 중이며, 개량형 킬로급 8척을 추가 구매 예정이다.
- 인도: 10척을 운용 중이다.
- 이란: 3척
- 인도네시아: 2006년에 개량형 킬로급 2척을 구매를 제안하였다.
- 리비아: 킬로급 도입을 결정한 상태이다.
- 폴란드: 1척
- 알제리: 4척.
- 루마니아: 1척. 그러나 루마니아의 킬로급 잠수함은 지난 10년 동안 배터리 분실로 인해 운용되지 않았다.
- 베네수엘라: 킬로급 636형과 아무르급 677E형의 도입을 결정했으며, 곧 주문할 예정이다.
- 베트남:6척.중국 견제를 위해 러시아에서 도입할 예정이다.

## 러시아 해군 잠수함 전력
| 잠수함                       | 56척 | 함중량  | 레이다/소나 | 미사일무장               |
| ---------------------------- | ---- | ------- | ----------- | ------------------------ |
| 프로젝트 941 아쿨라형 잠수함 | 3척  | 48,000t |             | R-39 탄도미사일 20발     |
| 보레이급 잠수함              | 3척  | 24,000t |             | RSM-56 탄도미사일 16발   |
| 델타IV급 원자력 잠수함       | 6척  | 18,000t |             | R-29 탄도미사일 16발     |
| 오스카급 잠수함              | 6척  | 19,000t |             | P-700 24발, SS-N-15 28발 |
| 시에라급 원자력 잠수함       | 3척  | 9,000t  |             |                          |
| 아쿨라급 원자력 잠수함       | 9척  | 12,700t | Chiblis     |                          |
| 프로젝트 885 야센급 잠수함   | 1척  | 13,800t |             | 오닉스 32발, 3M-54 40발  |
| 빅토르급 원자력 잠수함       | 3척  | 7,200t  | MRK-50      |                          |
| 킬로급 잠수함                | 21척 | 3,900t  |             | SA-N-8 8발, SA-N-10 8발  |
| 라다급 잠수함                | 1척  | 2,700t  |             | 3M-54 10발               |

## 같이 보기
- 상트페테르부르크급 잠수함 - 킬로급 잠수함에 AIP 기관을 추가했다.